# Herrmann von Sachsen-Weimar-Eisenach

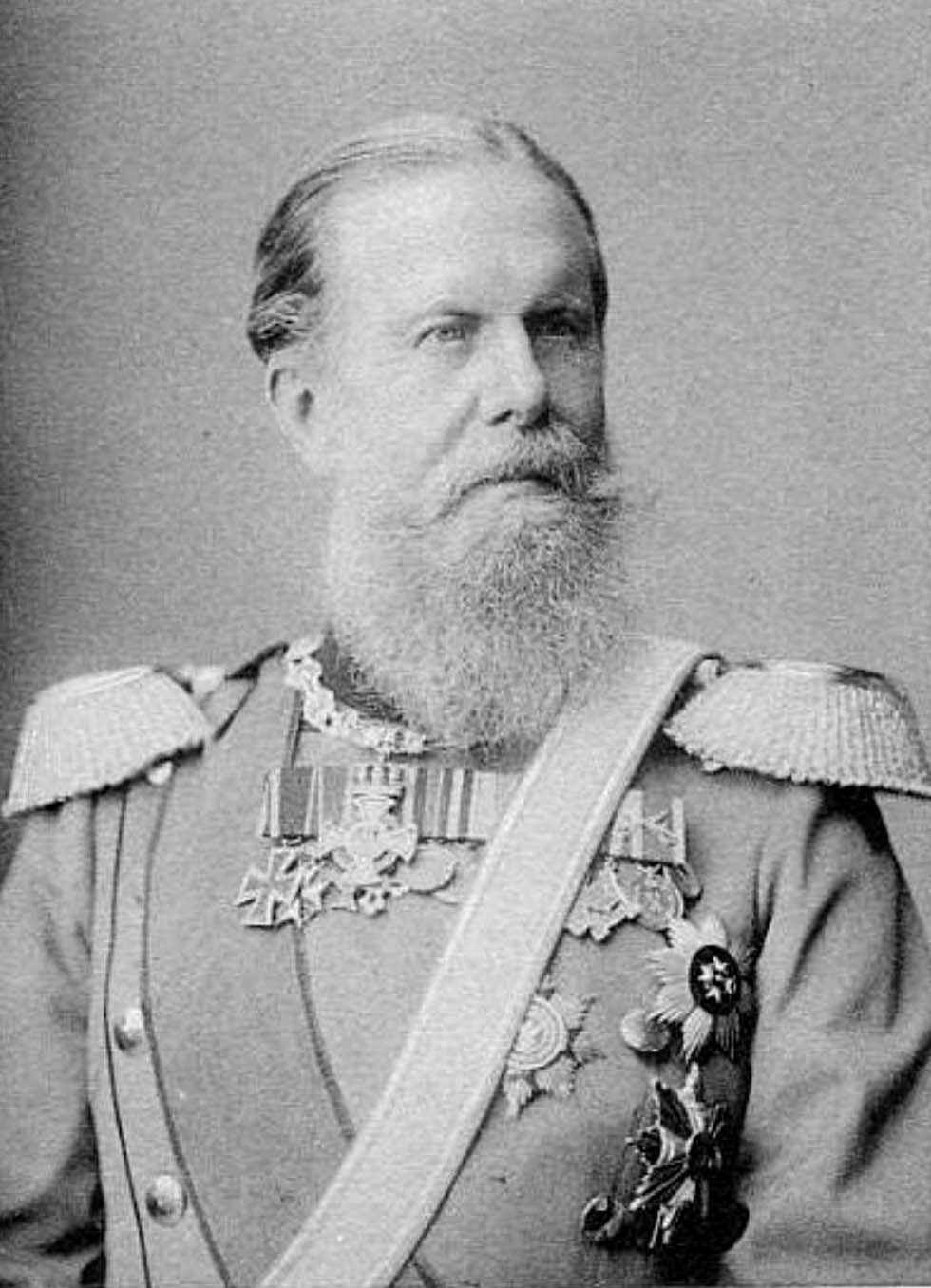
Prinz Herrmann von Sachsen-Weimar-Eisenach, Herzog zu Sachsen

Herrmann Bernhard Georg von Sachsen-Weimar-Eisenach (* 4. August 1825 im Schloss Altenstein; † 31. August 1901 in Berchtesgaden) war Prinz von Sachsen-Weimar-Eisenach und Herzog zu Sachsen sowie württembergischer General der Kavallerie.

## Leben
Herrmann war ein Sohn des Herzogs Bernhard von Sachsen-Weimar-Eisenach (1792–1862) aus dessen Ehe mit Ida (1794–1852), Tochter von Herzog Georg I. von Sachsen-Meiningen. Er war ein Neffe der Königin Adelaide von Großbritannien.
Herrmann besuchte 1840 die Kriegsschule Ludwigsburg und schlug anschließend eine Militärkarriere in der Württembergischen Armee ein. Er wurde Ende September 1844 Leutnant im 2. Reiter-Regiment und nahm 1849 als Ordonnanzoffizier des Brigadekommandeurs Wilhelm von Württemberg am Feldzug gegen Dänemark sowie an der Niederschlagung der Badischen Revolution teil. Er stieg zum Oberst und Regimentskommandeur auf und wurde 1859 als Generalmajor Kommandant der Reiterdivision. Im Oktober 1867 schied er aus dem aktiven Dienst und avancierte bis 1879 zum General der Kavallerie à la suite.
Herrmann, der war Inhaber zahlreicher Auszeichnungen war, ist auf dem Pragfriedhof in Stuttgart bestattet.
Ihm zu Ehren wurde in Stuttgart das „Prinz-Weimar-Denkmal“ errichtet, das den Prinzen in Zivil zeigt. Weiterhin ist die Weimarstraße in Stuttgart nach ihm benannt.

## Ehe und Nachkommen

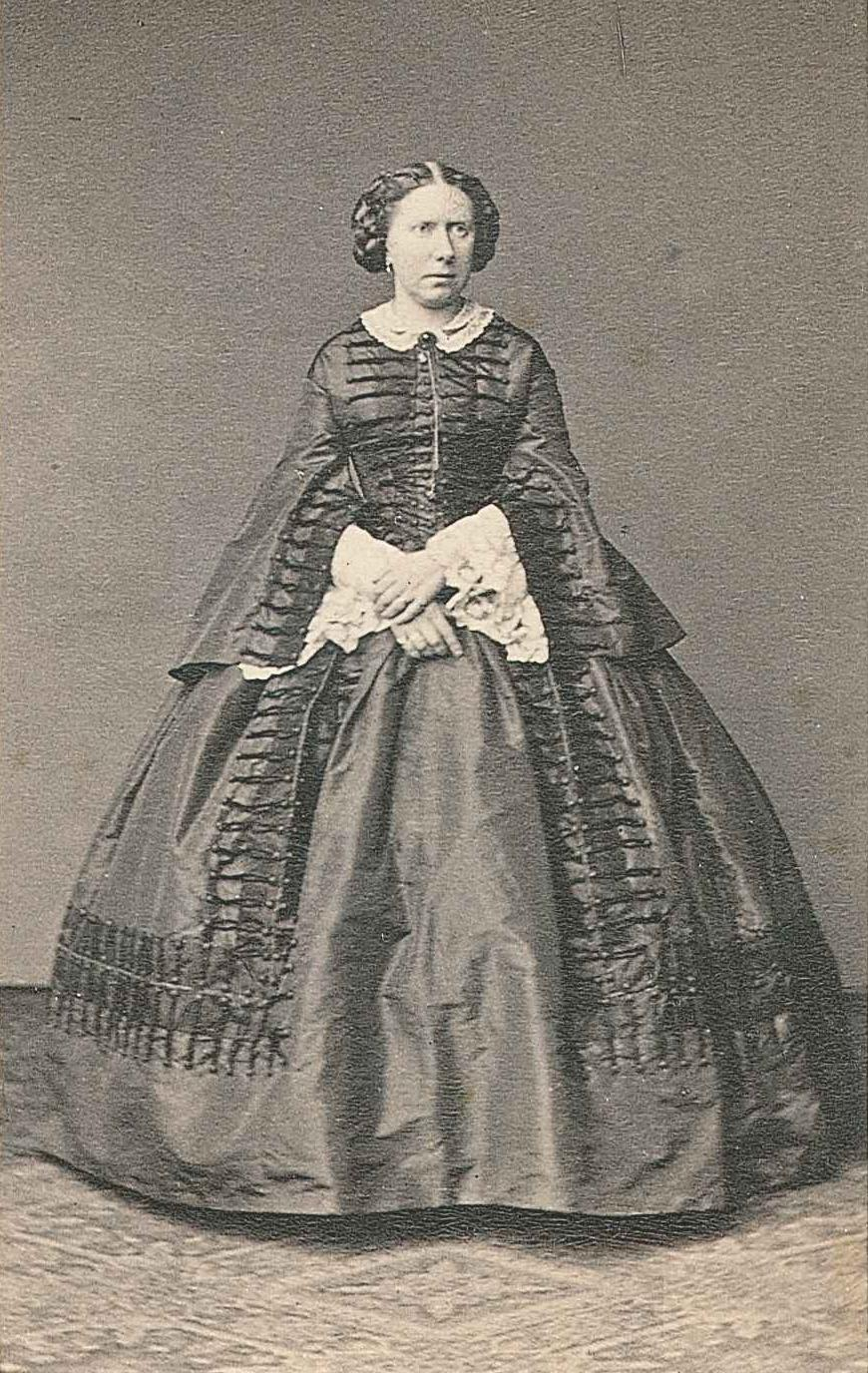
Prinzessin Auguste von Sachsen-Weimar-Eisenach. Kabinettfotografie

Herrmann heiratete am 17. Juni 1851 in Friedrichshafen Prinzessin Auguste (1826–1898), jüngste Tochter des Königs Wilhelm I. von Württemberg, mit der er folgende Kinder hatte:
- Pauline (1852–1904)

⚭ 1873 Erbgroßherzog Karl August von Sachsen-Weimar-Eisenach (1844–1894)
- Wilhelm (1853–1924)

⚭ 1885 Prinzessin Gerta zu Isenburg-Büdingen in Wächtersbach (1863–1945)
- Bernhard (1855–1907), seit 1901 „Graf von Crayenburg“

⚭ 1. 1900 Marie Luise Brockmüller (1866–1903)
⚭ 2. 1905 Gräfin Elisabeth von der Schulenburg (1869–1940)
- Alexander (1857–1891)
- Ernst (1859–1909)
- Sohn (1865–1865), starb am Tag der Geburt
- Olga (1869–1924)

⚭ 1902 Prinz Leopold zu Isenburg-Büdingen in Birstein (1866–1933)

## Auszeichnungen
- 1871: Olga-Orden[3]
- Alexander-Newski-Orden
- Großkreuz des Hausordens vom Weißen Falken
- Sankt Stephans-Orden
- Großkreuz des Ordens der Württembergischen Krone